# 히야얏코

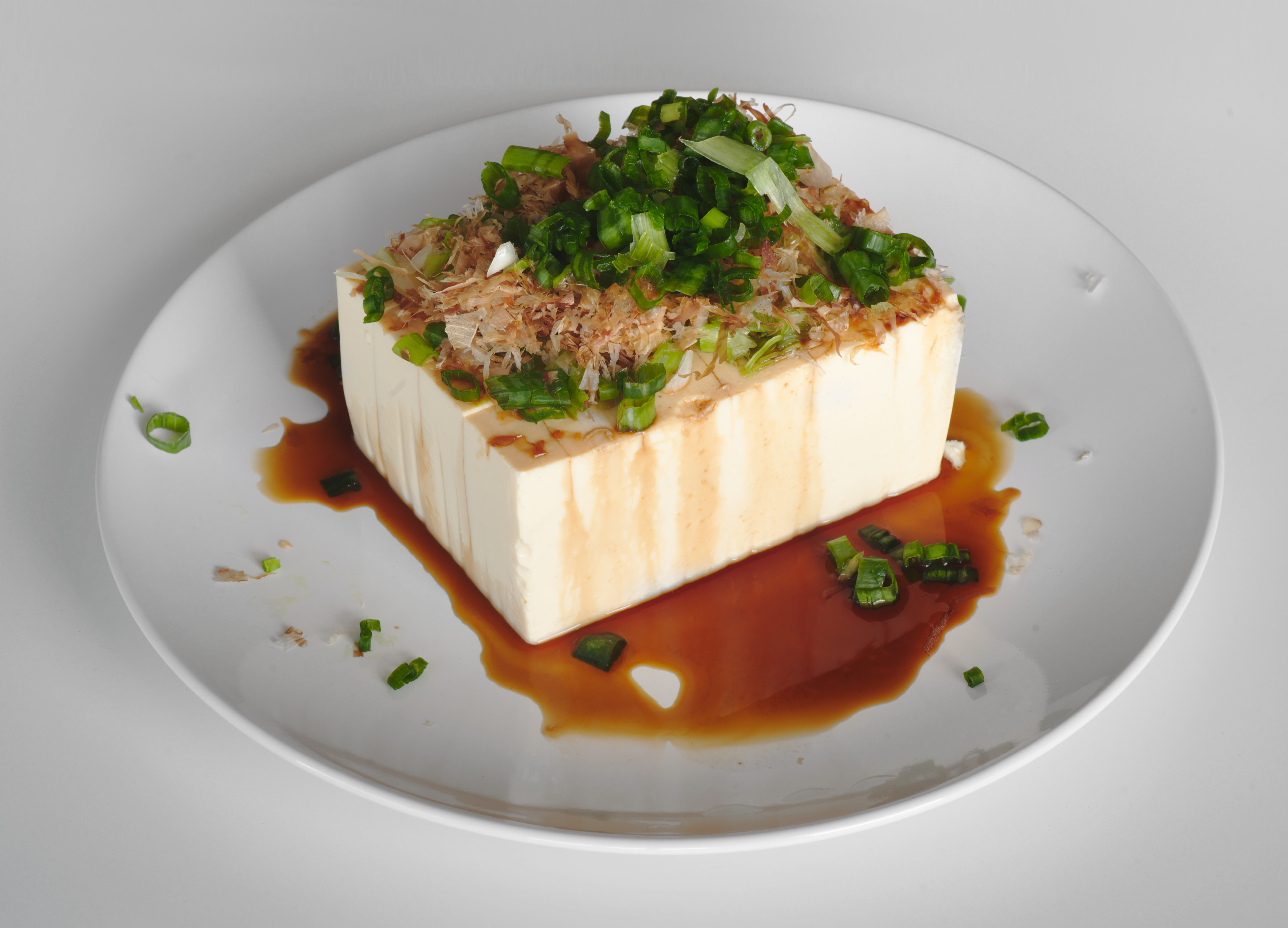
히야얏코

히야야꼬(일본어: 冷奴, 냉 두부)는 두부 위에 고명과 양념을 얹어 차게 먹는 일본 음식이다.

## 고명으로 사용되는 재료
보통 두부 위에 사용되는 고명으로는 가쓰오부시와 쪽파 그리고 간장 양념을 얹는다. 이외에 가정 마다 음식점 마다 다음과 같은 고명을 얹기도 한다.
- 시소 잎
- 유자 껍질
- 단무지
- 오크라
- 다진 생강
- 우메보시

## 음식 이름의 배경
히야야꼬는 야꼬 토부라고도 불린다. 히야는 차갑다라는 의미이며 야꼬는 일본 에도 시대 말기에 사무라이의 하인을 가리키는 말이다. 네모나게 썰어 담은 두부의 모양에 그들의 의복 어깨에 붙은 정 사각형의 문양을 빗대어 히야야꼬라 칭하게 된다.